# Oneindige groep
In de groepentheorie, een deelgebied van de wiskunde, is een oneindige groep een groep {\displaystyle G}, waarvan de wiskundige structuur {\displaystyle V}, waarop de groepsbewerking is gedefinieerd, een oneindige verzameling is. Met andere woorden: noteert men een groep {\displaystyle G} als {\displaystyle G=(V,*)}, met bewerking {\displaystyle *} op de verzameling {\displaystyle V}, dan noemt men {\displaystyle G} dan en slechts dan oneindig als {\displaystyle V} een oneindig aantal elementen heeft. De orde van {\displaystyle G} is oneindig.
Een eindige groep heeft een eindig aantal elementen.

## Voorbeelden
- {\displaystyle (\mathbb {Z} ,+)}, de gehele getallen onder optellen
- lie-groepen, die niet discreet zijn
- algemene lineaire groep